# Iwan Pyrjew
Iwan Aleksandrowicz Pyrjew (ros. Иван Александрович Пырьев; ur. 4 listopada?/17 listopada 1901 w Kamieniu nad rz. Ob, zm. 7 lutego 1968 w Moskwie) – radziecki reżyser filmowy. Wraz z Gieorgijem Aleksandrowem czołowy przedstawiciel komedii muzycznej w radzieckim filmie. Ludowy Artysta ZSRR (1948).

## Życiorys
W dzieciństwie wcześnie stracił ojca i pracował jako pasterz. Pod koniec 1915 został zmobilizowany do armii i wyjechał na front. Dwukrotnie ranny, odznaczony Krzyżem Św. Jerzego. W maju 1918 zachorował na tyfus. Po wyjściu ze szpitala, przyłączył się do jednego z oddziałów Armii Czerwonej.
W 1923 ukończył studia z zakresu reżyserii i aktorstwa w szkole artystycznej GEKTEMAS (Государственные экспериментальные театральные мастерские). W 1921 występował w teatrze Proletkultu. Od 1925 jego kariera jest związana z filmem. Pracował jako scenarzysta i reżyser w przedsiębiorstwie Goskino, skąd trafił do Proletkina, a następnie do Mosfilmu. W latach 30. zasłynął jako twórca politycznych filmów propagandowych (Legitymacja partyjna), a następnie popularnych komedii muzycznych tzw. „komedii kołchozowych” (Świniarka i pastuch), stając się w tej dziedzinie rywalem Gieorgija Aleksandrowa, a występująca w nich jego żona Marina Ładynina – konkurencją dla Lubow Orłowej. Po drugiej wojnie światowej zasłynął jako ekranizator powieści Fiodora Dostojewskiego. W latach 1954–1957 był dyrektorem Mosfilmu, 1957–1965 stał na czele Związku Filmowców ZSRR.
Od 1956 członek KPZR. Był deputowanym do Rady Najwyższej ZSRR. Dwukrotnie odznaczony Orderem Lenina (1938, 1948) i czterokrotnie Orderem Czerwonego Sztandaru Pracy.
Zmarł w 1968 na atak serca we śnie. Został pochowany na Cmentarzu Nowodziewiczym w Moskwie.

## Wybrana filmografia
- 1929: Postronna kobieta
- 1930: Urzędnik państwowy
- 1933: Transporter śmierci
- 1936: Legitymacja partyjna
- 1938: Bogata narzeczona
- 1939: Górą dziewczęta (Traktorzyści)
- 1940: Ulubiona dziewczyna
- 1941: Świniarka i pastuch
- 1942: Sekretarz rajkomu
- 1944: O 6 wieczorem po wojnie
- 1948: Opowieść o ziemi syberyjskiej
- 1949: Wesoły jarmark
- 1958: Idiota
- 1959: Białe noce
- 1960: Ściśle poważnie
- 1962: Nasz wspólny przyjaciel
- 1968: Bracia Karamazow

## Nagrody i odznaczenia
- Nagroda Stalinowska (pięciokrotnie, 1941, 1942, 1943, 1946 i 1948)
- Nagroda Pracy na Międzynarodowym Festiwalu Filmowym w Karlowych Warach za film Wesoły jarmark
- Order Lenina (trzykrotnie, m.in. w 1938, za film Bogata narzeczona)
- Międzynarodowa Nagroda Pokoju (1952, za film My za pokój)
- Order Czerwonego Sztandaru Pracy (czterokrotnie, 1944, 1950, 1951 i 1961)
- Medal „Za ofiarną pracę w Wielkiej Wojnie Ojczyźnianej 1941–1945”
- Medal 800-lecia Moskwy